# Gara Bruxelles-Chapelle
Gara Bruxelles-Chapelle (în franceză Gare de Bruxelles-Chapelle, în neerlandeză Station Brussel-Kapellekerk) este o gară feroviară belgiană de pe Linia 0 de la Gara Bruxelles-Sud la Gara Bruxelles-Nord, situată în cartierul Marolles din Bruxelles, capitala Belgiei.
Bruxelles-Chapelle este o stație de călători deservită de trenuri suburbane (S).

## Situația feroviară
Situată la aproximativ 24 metri altitudine deasupra nivelului mării, gara Bruxelles-Chapelle este poziționată la kilometrul feroviar (PK) 1,129 al liniei 0 Bruxelles-Sud – Bruxelles-Nord, între gările Bruxelles-Sud și Bruxelles-Central.

## Istoric
Gara a fost dată în exploatare de către Căile Ferate Belgiene pe 5 octombrie 1952, odată cu inaugurarea legăturii Nord-Sud, și se află la suprafață, dar este situată exact la intrarea în tunelul legăturii. Clădirea gării, proiectată de arhitectul belgian Maxime Brunfaut, este poziționată sub viaductul feroviar de acces în tunel în direcția gării Bruxelles-Central.
Un proiect de redinamizare culturală a văzut lumina zilei la mijlocul anilor 1990: Recyclart, centrat pe cultura urbană. Astfel, peroanele și sălile de sub șine găzduiesc diverse lucrări și evenimente culturale. 
Pe 17 mai 2011, NMBS/SNCB a sugerat posibila închidere a gării din cauza numărului redus de pasageri care o folosesc și pentru a fluidiza traficul feroviar congestionat în lungul tunelului legăturii Nord-Sud.

## Servicii pentru călători

### Acces
Gara Bruxelles-Chapelle, haltă a NMBS/SNCB, este un „punct de oprire nedeservit” (în franceză Point d'arrêt non géré, PANG) cu intrare liberă și două intrări, cea principală dinspre strada Rue des Ursulines / Ursulinenstraat, cea secundară dinspre Rue des Brigittines / Brigittinenstraat. Cele două intrări sunt conectate printr-un pasaj pe sub viaductul care susține liniile. Pasajul permite accesul la cele două peroane centrale, dar constituie și o legătură pietonală între cele două străzi.

### Servicii feroviare
Gara Bruxelles-Chapelle este deservită de trenurile suburbane ale liniei S1 a RER pe relația Nivelles – Antwerpen-Centraal.
| Tren | Traseu                        | Frecvență  |
| ---- | ----------------------------- | ---------- |
| S1   | Nivelles – Antwerpen-Centraal | 1 tren/oră |

### Intermodalitate
În fața gării există o parcare gratuită pentru biciclete. Gara nu dispune totuși de parcare proprie, iar în apropiere nu se află nici o stație de autobuz.

### Număr de pasageri
| An   | Zile lucrătoare | Sâmbătă | Duminică |
| ---- | --------------- | ------- | -------- |
| 2009 | 54              | 0       | 0        |
| 2012 | 80              | 0       | 0        |
| 2013 | 80              | 0       | 0        |
| 2014 | 71              | 0       | 0        |
| 2015 | 128             | 0       | 0        |